# 전시연합대학
전시연합대학(戰時聯合大學)은 한국전쟁 당시 발족한 대학으로, 서울 지역에서는 서울대학교, 연세대학교, 고려대학교, 이화여자대학교 등이 설립되었고, 지방에서는 부산, 광주, 대전, 전주에 설립되었다. 전시연합대학설립의 영향으로 1952년부터 각 지방국립대학(경북대학교, 전남대학교, 전북대학교에 이어 1953년에는 부산대학교, 충남대학교)이 설립되었다.

## 역사적 근거
- 1951년 2월 제2대 문교부장관 백낙준은 임시수도인 부산에서 '전시하 교육특별요강'을 발표했다
- 1951년 5월 4일 '대학교육에 관한 전시조치령'(문교부령 제19호)을 공포했다.[1]

## 개설
- 1950년 당시 고등교육기관은 총 42개, 대학교는 4교, 단과대학 30교, 신학교 사범학교 등이 8개교로, 총 교원 수는 2,052명, 총학생수는 29,218명이었다. 이중 서울대학교가 학생수 7,751명(교원수 391명), 동국대학이 학생수 1,800명(교원수 71명), 단국대학 1,433명(교원수 54명), 고려대학교 1,413명(교원수 81명), 조선대학 1,283명(교원수 49명), 성균관대학 1,220명(교원수 18명), 연희대학교 1,023명(교원수 55명), 국민대학 1,001명(교원수 40명) 정치대학 827명(교원수 39명), 중앙대학 792명(교원수 53명), 이화여자대학교 758명(교원수 120명), 홍익대학 614명(교원수 42명), 한국대학 610명(교원수 60명) 순이었다.

- 국민대학은 대한민국임시정부의 국민대학설립기성회를 통해 1946년 9월 설립되었고, 단국대학은 신익희의 한독당 탈당후 국민대학과 결별한 장형이 1947년 11월 설립한 것이다. 이들 해외 독립운동가들이 세운 대학들이 국민대, 단국대, 국학대, 신흥대학 등이었는데, 1950년당시 일제시기 이래 기성대학, 국립서울대학교와 전문학교에서 대학으로 개편한 고려대, 연세대, 이화여대 등에 못지 않은 학생 수를 확보했다.

- 그런데 한국전쟁의 발발로 정상적인 대학교육이 어렵게 되었다. 발발 후인 1950년 11월 현재 대학 내 교실 1,750개 중 1,540개(건평으로 52,500평 중 46,200평)이, 사범학교 교실 955개 중 592개(건평 28,600 중 16,234평)가 파괴되었다. 1950년 11월 2일 문교 당국은 한국전쟁 직전 서울시내에 있었던 31개의 공사립대학을 망라하여 법정, 경상, 이학, 공학, 의학, 농학, 문학 등의 7개학부와 가정학과, 신학과를 포함한 단일연합대학을 설립키로 하였다.

- 이때 당국은 “학원내의 불순한 사상경향을 조속히 정화하는 견지”에서 “부역행위를 하지 않은” 교수진을 총동원한 종합대학 성격의 “대학연합체를 설립”한다고 발표하고, 수용학생은 공사립을 막론하고 학부에 적이 있으면 모두 수용하지만, “부역행위를 하지 않은 자”로 제한하였다. 1951년 1월 4일 부산으로 환도하면서 정부기구 뿐만 아니라 교육기관들도 옮겨졌다. 전시연합대학은 부산에서 1951년 2월 18일에야 개강했는데, 문학부, 이공학부, 의약학부, 농수산학부, 법정경상학부, 예술학부, 체육과, 가사과로 편성되었고 학부별 합동수업이 실시되었다.